# Jeannette Altwegg
Jeannette Eleanor Wirz (de soltera Altwegg; Bombay, 8 de septiembre de 1930-Berna, 18 de junio de 2021) fue una patinadora artística británica que compitió en individuales femeninos. Fue campeona olímpica de 1952, medallista de bronce olímpica de 1948, campeona del mundo de 1951 y doble campeona de Europa (1951 y 1952).

## Biografía

### Primeros años de vida
Nació el 8 de septiembre de 1930 en Bombay, Raj británico. Se crio en Liverpool, hija de madre escocesa y padre suizo. Fue una tenista competitiva y llegó a la final juvenil en Wimbledon en 1947 antes de abandonar el deporte para centrarse en el patinaje.

### Carrera de patinaje
Fue entrenada por Jacques Gerschwiler y era conocida por sus fuertes figuras obligatorias. Ganó cuatro campeonatos británicos de patinaje artístico. Ganó el bronce en los Juegos Olímpicos de Invierno de 1948 en Sankt Moritz, Suiza, terminando tercera detrás de Barbara Ann Scott de Canadá y Eva Pawlik de Austria. En 1951 subió al podio en el Campeonato Europeo de Zúrich y en el Campeonato Mundial de Milán.
Defendió con éxito su título continental en el Campeonato Europeo de 1952 en Viena. Obtuvo el oro en los Juegos Olímpicos de Invierno de 1952 en Oslo, Noruega, por delante de Tenley Albright de los Estados Unidos y Jacqueline du Bief de Francia. Se convirtió en la primera mujer británica en ganar una medalla de oro individual en los Juegos Olímpicos de Invierno. Su logro no fue igualado hasta los Juegos Olímpicos de Invierno de 2010 en Vancouver, cuando Amy Williams ganó el oro en skeleton. Fue la primera mujer británica en ganar dos medallas individuales (oro y bronce) en los Juegos Olímpicos de Invierno.
Después de su victoria olímpica, abandonó una lucrativa carrera profesional debido a una lesión de rodilla. En los Honores de Coronación de 1953, fue nombrada, por recomendación de Winston Churchill, Comandante de la Orden del Imperio Británico (CBE) por sus servicios al patinaje amateur. Fue incluida en el Salón de la Fama del Patinaje Artístico Mundial en 1993.

### Últimos años
Después de retirarse del patinaje, trabajó en la Aldea Infantil Pestalozzi en Suiza. Se casó con Marc Wirz, hermano de la patinadora suiza Susi Wirz. Tuvieron cuatro hijos antes de divorciarse en 1973. Su hija Christina Wirz fue miembro del equipo suizo campeón mundial de curling en 1983. En junio de 2021 se anunció en Suiza su fallecimiento.

## Resultados
| Internacional                | Internacional | Internacional | Internacional | Internacional | Internacional | Internacional |
| Evento                       | 1947          | 1948          | 1949          | 1950          | 1951          | 1952          |
| ---------------------------- | ------------- | ------------- | ------------- | ------------- | ------------- | ------------- |
| Juegos Olímpicos de Invierno |               | 3.º           |               |               |               | 1.º           |
| Campeonatos del mundo        | 5.º           | 4.º           | 3.º           | 2.º           | 1.º           |               |
| Campeonato de Europa         | 4.º           | 5.º           | 3.º           | 2.º           | 1.º           | 1.º           |
| Nacional                     |               |               |               |               |               |               |
| Campeonatos británicos       |               | 1.º           | 1.º           | 1.º           | 1.º           |               |